# Osiedle Kawaleryjskie, Białystok
Osiedle Kawaleryjskie là một trong những quận của thành phố Białystok ở Ba Lan. Osiedla Kawaleryjskie được gọi là Nowe Miasto 2 (Thành phố mới 2) cho đến năm 2002.